# カラ (Bank Bandの曲)
『カラ』は、日本のバンド・Bank Bandの7作目の配信限定シングル。2025年1月29日にトイズファクトリーより発売された。

## 背景
2025年2月15日 - 16日に東京ドームで開催された音楽フェスティバル『ap bank fes '25 at TOKYO DOME ～社会と暮らしと音楽と～』にBank Bandが出演。『ap bank fes』としては2023年7月につま恋リゾート 彩の郷で開催された『ap bank fes '23 ～社会と暮らしと音楽と～』以来約1年半ぶり、またイベント史上初の屋内開催となる。本イベントに向けて制作された楽曲が「カラ」であり、同イベントでライブ初披露された。

## 制作
本楽曲は作詞を櫻井和寿が、作曲およびプロデュースを小林武史が担当。2024年11月にミーティングが行なわれ、そこで小林から本楽曲を聴かされたものの、櫻井は「曲の構成が最初に鳴るピアノリフがずっと繰り返されるものだったので、ドラマチックな抑揚がなかなかない。その中で物語を持って歌詞を書くっていうのが、大変だなあと思っていた」という。そのこともあり、2024年12月18日にMr.Childrenとして出演した大阪城ホールで開催された音楽イベント『PLUMCHOWDER 20th ANNIVERSARY SPECIAL 20/25 グランドチャウデーション』終了後に歌詞の制作に取り掛かり、年を跨いで2025年1月に本楽曲の歌詞を完成させた。
本楽曲のコーラスには、アイナ・ジ・エンド、上白石萌音、Salyuが参加している。

## 音楽性
本楽曲について、小林武史は「作曲とアレンジの段階で、まだ僕らが知りえない世界や想いとのつながりや希望をファンタジーとしての広がりや入れ物に委ねるような構造を作ろうと思って作った曲だ。その発想には『現実だけではやり切れないのではないか』というような思いも含まれていたと思う。しかし、櫻井くんの歌詞や歌入れの後、新たな化学反応が生まれた。それは、この現実の社会や暮らしのカオスの海を渡っていく、泳いでいくための姿勢を、どこかで感じたことがあるけれど、改めて追体験したという感じ」、櫻井和寿は「僕らがこの社会で、世界で、関わり合って生きていることに、大きな喜びと誇りを持ちながら胸を張って歌いたい」とコメントしている。

## リリース・プロモーション
Bank Bandとしては「forgive」以来約3年10か月ぶり8作目となるオリジナル楽曲。本作の収益は、全額令和6年能登半島地震の復興支援金に充てられる。

## 収録曲
1. カラ [4:52]
  - 作詞：櫻井和寿 / 作曲・プロデュース：小林武史

ミュージック・ビデオが制作されており、本作発売と同時にap bankの公式YouTubeチャンネルで公開された[3]。監督は柚葉 (DRAWING AND MANUAL) が務め[9]、ギークピクチュアズがプロデュースを手掛けた[10]。櫻井と小林のほか、ダンサーとしてアオイツキ（アオイヤマダ・高村月）が出演している[11]。